# Noords Kampioenschap 1978/80
Het Noords Kampioenschap 1978/80 was de 12e editie van dit voetbaltoernooi. Het toernooi werd gespeeld tussen 31 mei 1978 en 21 augustus 1980. Er waren vier deelnemers. Denemarken werd kampioen.

## Eindstand
| Team       | Gsp | W | G | V | DV | DT | DS | Ptn |
| ---------- | --- | - | - | - | -- | -- | -- | --- |
| Denemarken | 6   | 5 | 1 | 0 | 9  | 3  | +6 | 11  |
| Zweden     | 6   | 3 | 0 | 3 | 7  | 6  | +1 | 6   |
| Noorwegen  | 6   | 2 | 1 | 3 | 11 | 9  | +2 | 5   |
| Finland    | 6   | 0 | 2 | 4 | 3  | 12 | –9 | 2   |

## Wedstrijden

### 1978
|                                             |                      |       |                                     |                                                                              |
| 31 mei «onderlinge duels» 19:00 uur (UTC+1) | Noorwegen            | 1 – 2 | Denemarken                          | Ullevaalstadion, Oslo Toeschouwers: 9.429 Scheidsrechter: Mauri Laakso (FIN) |
| 31 mei «onderlinge duels» 19:00 uur (UTC+1) | Hallvar Thoresen 25' |       | 41' Frank Arnesen 63' Preben Elkjær | Ullevaalstadion, Oslo Toeschouwers: 9.429 Scheidsrechter: Mauri Laakso (FIN) |

|                                          |                                           |       |                 |                                                                           |
| 28 juni «onderlinge duels» 19:00 (UTC+1) | Zweden                                    | 2 – 1 | Finland         | Ryavallen, Borås Toeschouwers: 6.600 Scheidsrechter: Torben Månsson (DEN) |
| 28 juni «onderlinge duels» 19:00 (UTC+1) | Torbjörn Nilsson 17' Magnus Andersson 80' |       | 39' Atik Ismail | Ryavallen, Borås Toeschouwers: 6.600 Scheidsrechter: Torben Månsson (DEN) |

|                                             |                 |       |                  |                                                                                     |
| 9 augustus «onderlinge duels» 19:00 (UTC+2) | Finland         | 1 – 1 | Noorwegen        | Olympisch Stadion, Helsinki Toeschouwers: 7.481 Scheidsrechter: Marian Kustoń (POL) |
| 9 augustus «onderlinge duels» 19:00 (UTC+2) | Atik Ismail 79' |       | 61' Tor Johansen | Olympisch Stadion, Helsinki Toeschouwers: 7.481 Scheidsrechter: Marian Kustoń (POL) |

|                                                  |                                          |       |                    |                                                                                              |
| 16 augustus «onderlinge duels» 19:00 uur (UTC+1) | Denemarken                               | 2 – 1 | Zweden             | Københavns Idrætspark, Kopenhagen Toeschouwers: 28.100 Scheidsrechter: Ivar Fredriksen (NOR) |
| 16 augustus «onderlinge duels» 19:00 uur (UTC+1) | Benny Nielsen 10' Per Røntved 17' (pen.) |       | 73' Tommy Berggren | Københavns Idrætspark, Kopenhagen Toeschouwers: 28.100 Scheidsrechter: Ivar Fredriksen (NOR) |

### 1979
|                                              |                                           |       |           |                                                                          |
| 28 juni «onderlinge duels» 19:00 uur (UTC+1) | Zweden                                    | 2 – 0 | Noorwegen | Ullevi, Göteborg Toeschouwers: 16.495 Scheidsrechter: Henk Weerink (NED) |
| 28 juni «onderlinge duels» 19:00 uur (UTC+1) | Arne Larsen Økland 60' Svein Mathisen 85' |       |           | Ullevi, Göteborg Toeschouwers: 16.495 Scheidsrechter: Henk Weerink (NED) |

|                                                  |                                           |       |        |                                                                               |
| 15 augustus «onderlinge duels» 19:00 uur (UTC+1) | Noorwegen                                 | 2 – 0 | Zweden | Ullevaalstadion, Oslo Toeschouwers: 16.495 Scheidsrechter: Henk Weerink (NED) |
| 15 augustus «onderlinge duels» 19:00 uur (UTC+1) | Arne Larsen Økland 60' Svein Mathisen 85' |       |        | Ullevaalstadion, Oslo Toeschouwers: 16.495 Scheidsrechter: Henk Weerink (NED) |

|                                              |         |       |            |                                                                                             |
| 29 augustus «onderlinge duels» 18:00 (UTC+2) | Finland | 0 – 0 | Denemarken | Mikkelin Urheilupuisto, Mikkeli Toeschouwers: 4.433 Scheidsrechter: Ingemar Johansson (SWE) |
| 29 augustus «onderlinge duels» 18:00 (UTC+2) |         |       |            | Mikkelin Urheilupuisto, Mikkeli Toeschouwers: 4.433 Scheidsrechter: Ingemar Johansson (SWE) |

|                                 |                   |       |         |                                                                                            |
| 26 september «onderlinge duels» | Denemarken        | 1 – 0 | Finland | Københavns Idrætspark, Kopenhagen Toeschouwers: 24.400 Scheidsrechter: Kaare Lindboe (NOR) |
| 26 september «onderlinge duels» | Preben Elkjær 51' |       |         | Københavns Idrætspark, Kopenhagen Toeschouwers: 24.400 Scheidsrechter: Kaare Lindboe (NOR) |

### 1980
|                                            |        |                     |            |                                                                               |
| 7 mei «onderlinge duels» 19:00 uur (UTC+2) | Zweden | 0 – 1               | Denemarken | Ullevi, Göteborg Toeschouwers: 20.179 Scheidsrechter: Reidar Bjørnestad (NOR) |
| 7 mei «onderlinge duels» 19:00 uur (UTC+2) |        | 13' Jens Steffensen |            | Ullevi, Göteborg Toeschouwers: 20.179 Scheidsrechter: Reidar Bjørnestad (NOR) |

|                                         |         |                                     |        |                                                                                   |
| 22 mei «onderlinge duels» 18:30 (UTC+2) | Finland | 0 – 2                               | Zweden | Olympisch Stadion, Helsinki Toeschouwers: 10.189 Scheidsrechter: Ib Nielsen (DEN) |
| 22 mei «onderlinge duels» 18:30 (UTC+2) |         | 6' Mats Nordgren 31' Thomas Sjöberg |        | Olympisch Stadion, Helsinki Toeschouwers: 10.189 Scheidsrechter: Ib Nielsen (DEN) |

|                                             |                                                                     |       |                       |                                                                                   |
| 4 juni «onderlinge duels» 19:30 uur (UTC+2) | Denemarken                                                          | 3 – 1 | Noorwegen             | Idrætsparken, Kopenhagen Toeschouwers: 22.000 Scheidsrechter: Gerard Geurds (NED) |
| 4 juni «onderlinge duels» 19:30 uur (UTC+2) | Benny Nielsen 69' (pen.) Frank Arnesen 71' Preben Elkjær Larsen 76' |       | 21' Stein Kollshaugen | Idrætsparken, Kopenhagen Toeschouwers: 22.000 Scheidsrechter: Gerard Geurds (NED) |

|                                                  | |       |                    |                                                                                  |
| 21 augustus «onderlinge duels» 19:00 uur (UTC+2) | Noorwegen                                                                                                | 6 – 1 | Finland            | Ullevaalstadion, Oslo Toeschouwers: 10.640 Scheidsrechter: Kjell Johansson (SWE) |
| 21 augustus «onderlinge duels» 19:00 uur (UTC+2) | Pål Jacobsen 30' Pål Jacobsen 39' Arne Dokken 50' (pen.) Einar Aas 61' Pål Jacobsen 73' Pål Jacobsen 83' |       | 43' Juhani Himanka | Ullevaalstadion, Oslo Toeschouwers: 10.640 Scheidsrechter: Kjell Johansson (SWE) |